# Henryk Przeździecki
Henryk Przeździecki (* 20. Februar 1909 in Warschau; † 1. November 1977 ebenda) war ein polnischer Sportler.

## Karriere

### National
Henryk Przeździecki war als Eishockeytorwart von 1931 bis 1936 sowie von 1945 bis 1952 für die Eishockeyabteilung von Legia Warschau und dazwischen von 1937 bis 1939 für den Stadtnachbarn AZS Warschau aktiv. Mit Legia gewann er 1933 und 1951 jeweils den polnischen Meistertitel.
Ebenfalls erfolgreich war er im Fußball, wo er als Mittelfeldspieler auflief. Er spielte zunächst für Orkan Warschau, ehe er von 1926 bis 1938 für KP Legia Warschau antrat. Im Laufe des Überfalls auf Polen geriet er in deutsche Kriegsgefangenschaft. Diese verbrachte er im Stalag II B in Hammerstein-Schlochau sowie im Oflag II A in Prenzlau. Im Anschluss an den Zweiten Weltkrieg war er als Eishockeytrainer unter anderem für Legia Warschau sowie die polnische Nationalmannschaft tätig.

### International
Für die polnische Eishockeynationalmannschaft nahm Przeździecki an den Olympischen Winterspielen 1936 in Garmisch-Partenkirchen und 1948 in St. Moritz sowie an der Weltmeisterschaft 1937 teil. Insgesamt bestritt er 49 Länderspiele.
Für die polnische Fußballnationalmannschaft bestritt er am 15. September 1935 in Łódź beim 3:3 im Spiel gegen die lettische Nationalmannschaft sein einziges Länderspiel.

## Erfolge und Auszeichnungen
- 1933 Polnischer Meister mit Legia Warschau
- 1951 Polnischer Meister mit Legia Warschau